# Aloe suzannae
Aloe suzannae es una especie de planta suculentade la familia Xanthorrhoeaceae. Es endémico de Madagascar. Se encuentra en peligro de extinción, pues las únicas plantas conocidas se encuentran desde hace 50 años en herbarios y no se han encontrado plantas silvestres.

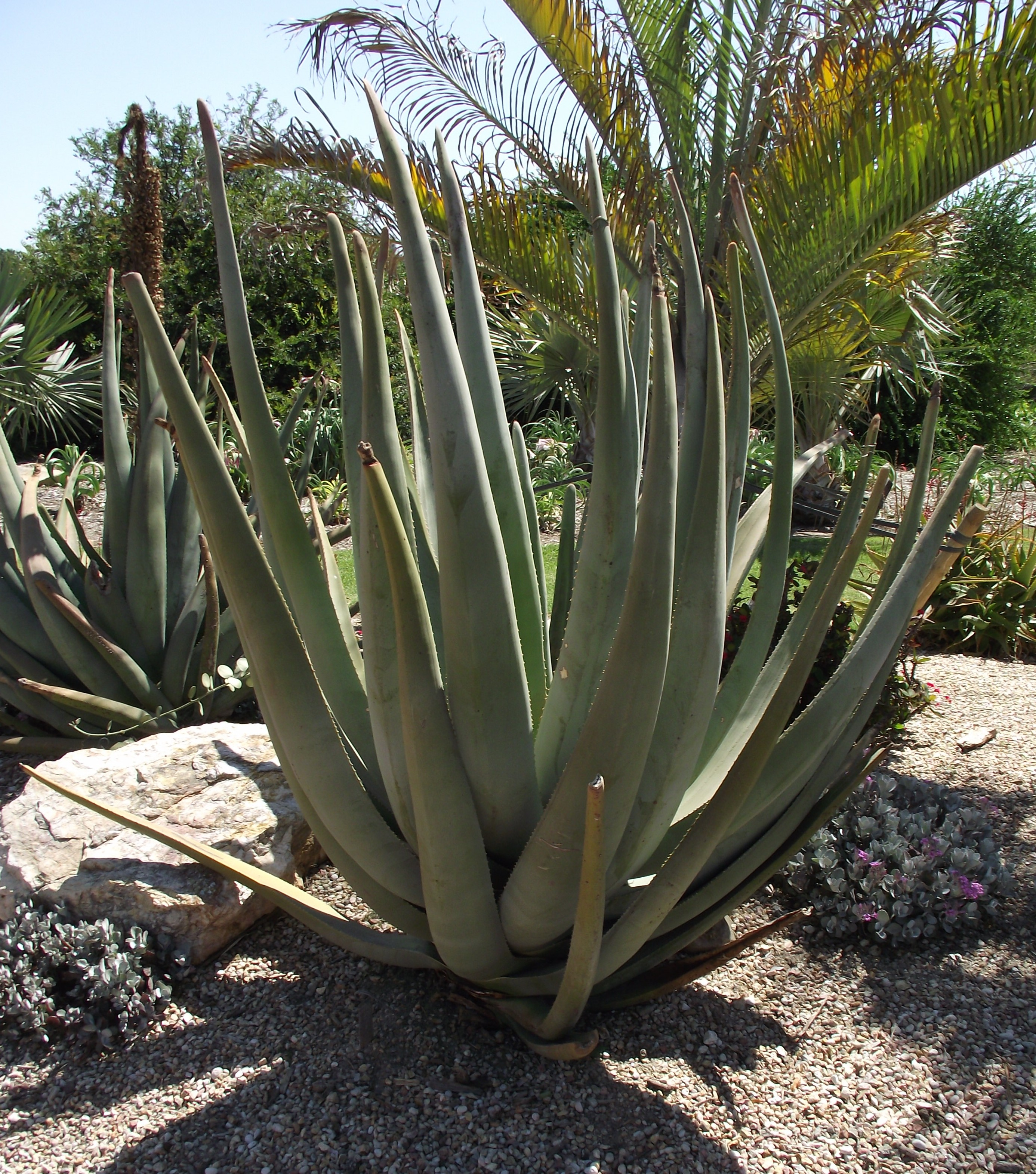
Vista de la planta

## Descripción
Es un pequeño árbol con hojas suculentas. Las hojas son alargadas, carnosas, de color verde oscuro y márgenes dentados. Las inflorescencias en racimos cilíndrico en la cima de un tallo.
Estas plantas se encontraban confinadas en la región de Amboasary e Itampolo en el sur y sudoeste de Madagascar. Solamente se conocen unos pocos individuos en cada subpoblación y no hay evidencias de regeneración.

## Taxonomía
Aloe suzannae fue descrita por Raymond Decary y publicado en Bull. Econ. Madagascar 18(1): 26, en el año 1921.
Etimología
Ver: Aloe
suzannae: epíteto  otorgado en honor de  Suzanne Decary, hija de Raymond Decary y su esposa Hélène